# Primeira Batalha de Menen
A Primeira Batalha de Menen, travada na Campanha da Flandres das Guerras da Primeira Coligação (Guerras Revolucionárias Francesas) foi uma entre numerosas acções militares destinadas a controlar esta cidade na fronteira franco-belga. Nesta batalha, os Franceses obtiveram uma vitória sobre as tropas da Coligação e o consequente controlo da cidade.
Menen situa-se cerca de 19 Km a Norte de Lille, na margem do Rio Lys. Era uma cidade fortificada.

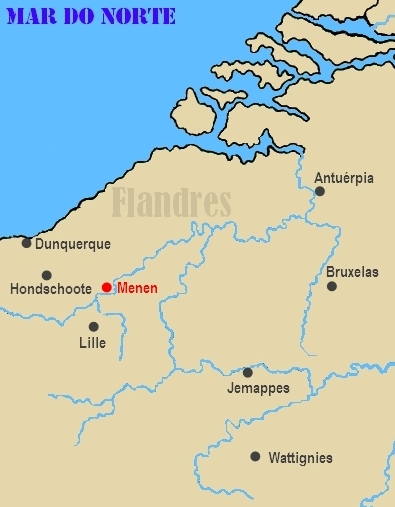
Localização de Menen

As forças francesas pertenciam ao Exército do Norte que era comandado pelo general Jean Nicolas Houchard. Tinham um efectivo de cerca de 22 000 homens e formavam duas divisões comandadas pelos generais Gabriel Marie Théodore Joseph de Hédouville e François Roch Ledru des Essarts.
As forças da Coligação presentes eram tropas holandesas sob o comando de Willem V de Oranje-Nassau. Este corpo de tropas era constituído por cerca de 13 000 homens de infantaria e 1 800 de cavalaria.
Após a derrota da Coligação na Batalha de Hondschoote, a 8 de Setembro, o Duque de York - comandante do contingente britânico do exército do Príncipe Josias von Sachsen-Coburg-Saalfeld, general ao serviço do Imperador austríaco – levantou o cerco a Dunquerque e retirou para a Bélgica. Esta retirada deixou o exército holandês numa situação perigosa entre Menen e Lannoy. Houchard aproveitou a situação e decidiu atacar em duas direcções: a partir de Lille atacou o centro da linha holandesa; a partir de Poperinghe atacou o extremo norte da linha.
As tropas holandesas foram derrotadas com elevadas baixas: 5 generais, 88 oficiais, cerca de 3 000 praças e 40 bocas de fogo de artilharia. Retiraram para Bruges e Gante. Os franceses capturaram a praça de Menen com baixas muito ligeiras. Este sucesso das tropas francesas foi, no entanto, de curta duração porque, dois dias mais tarde, um exército austríaco recapturou a cidade na Segunda Batalha de Menen.